# ОШ „Лаза Костић” Ковиљ
ОШ „Лаза Костић” једна је од основних школа у Новом Саду. Налази се у улици Лазе Костића 46 у Ковиљу. Назив је добила по Лази Костићу, српском књижевнику, песнику, доктору правних наука, адвокату, новинару, драмском писцу и естетичару. 

## Историјат
У Доњем Ковиљу је 1735—1740. забележена „Српска народна школа”, а у Горњем Ковиљу се оваква школа помиње од 1740. године. Поузданији подаци о постојању основне школе у Ковиљу, у пуном континуитету, су везани за почетак 19. века. После Првог светског рата постоји четвороразредна основна школа са још два продужна разреда, пети и шести, који су усмеравали децу на занатска занимања. Након Другог светског рата, поред четвороразредне се оснива и Нижа гимназија са три разреда. Године 1954. прераста у осмогодишњу школу и 1958. добија заједнички назив са осталим школама — основна школа у осмогодишњем трајању, а на једној од седница школског одбора исте године добија и данашњи назив Основна школа „Лаза Костић”. Данас организују следеће секције: фото секција, мултимедија, керамичарска, пчеларска, литерарна, драмска, хорска, ликовна, читалачка, новинарска секција, научне групе, спортске секције и секција аранжирање цвећа. Реализовали су пројекте „Учионица у природи” и „Учење на даљину”.